# Dorcadion sonjae
Dorcadion sonjae är en skalbaggsart som beskrevs av Peks 1993. Dorcadion sonjae ingår i släktet Dorcadion och familjen långhorningar. Inga underarter finns listade i Catalogue of Life.